# SupaSexual
SupaSexual è un singolo della cantante danese Anne Marie Bush, pubblicato nel 2005.

## Tracce
1. SupaSexual (Terry Mason Remix) – 7:31
2. SupaSexual (Terry Mason Radio Edit) – 4:14
3. SupaSexual (versione originale) – 3:18

## Classifiche
| Classifica (2005) | Posizione massima |
| ----------------- | ----------------- |
| Danimarca         | 10                |